# Postkrig
Postkrig er en betegnelse der benyttes, når et lands postvæsen ikke accepterer postforsendelser fra et andet land af politiske årsager. Det er afgørende, at frimærker og poststempler samt andre officielle postale markeringer på forsendelsen er årsag til tvisten. Postkontorerne i forsendelsernes modtagerland behandler disse derefter, ved f.eks. at sværte de postale markeringer til, opkræve et gebyr, sender forsendelserne retur eller andre forholdsregler.